# Facoltà universitaria
Una facoltà universitaria è una struttura organizzativa presente in alcuni ordinamenti universitari.
Il nome deriva dal latino medievale facultas e dal fatto che in tali istituzioni è prevista, o era prevista, la possibilità (facoltà) di esercitare una certa professione.

## Caratteristiche
Nell'ambito dell'ordinamento delle università, è una unità didattica che ha presente al suo attivo uno o più corsi di laurea ovvero organizza e gestisce insegnamenti appartenenti a un dato settore della scienza.
Per estensione indica anche le sedi di ciascuna di tali unità e il corpo docente afferente.

## Nel mondo

### Città del Vaticano
L'ordinamento universitario è basato perlopiù sulla consuetudine, in virtù della quale le singole università godono di una tradizionale autonomia regolamentare che rende anche piuttosto diversa la situazione tra un ateneo e un altro.
Le università pontificie situate in paesi diversi dall'Italia, per esempio, per quanto, qualora non accreditate o riconosciute, rilascino titoli di diritto vaticano, applicano sistemi più simili a quelli del paese in cui si trovano che alle università pontificie di Roma.
In linea generale, le università vaticane sono suddivise in facoltà, a capo delle quali è posto un decano, la cui didattica è articolata per cicli. Al termine del primo ciclo le università pontificie rilasciano il grado di baccellierato. Al termine del secondo ciclo le università pontificie rilasciano il grado di licenza.  Al termine del terzo ciclo rilasciano il dottorato.

Il primo ciclo dura tre anni (ad esclusione che nelle università pontificie che non hanno ancora adeguato i propri programmi al modello del processo di Bologna, dove dura due anni, compreso quello della facoltà di Teologia, al quale è possibile però accedere solo se già baccalaureati in Filosofia), il secondo e il terzo rispettivamente due anni. I tre cicli rilasciano titoli aventi identica denominazione (per esempio baccellierato in Lettere cristiane classiche, licenza in Lettere cristiane classiche, dottorato in Lettere cristiane classiche), salvo che la facoltà sia articolata in curricoli.

### Italia
Nell'ordinamento universitario italiano le facoltà erano strutture che coordinavano corsi di studio. Gli organi principali di una facoltà universitaria erano il preside e il consiglio di facoltà.
- Il Preside, eletto dal Consiglio di Facoltà della gestione ordinaria, era nominato con decreto rettorale (su designazione del Consiglio di Facoltà) per un triennio o un quadriennio. Nell'esercizio delle sue funzioni era coadiuvato da uno o più presidi vicari, pure nominati con decreto rettorale.

- Il Consiglio di Facoltà era un organo collegiale composto dai professori di prima e seconda fascia (ordinari, straordinari, associati) afferenti alla facoltà, e dai ricercatori, o da una rappresentanza di ricercatori, in base a quanto stabiliva il regolamento interno; in alcune facoltà anche i professori a contratto facevano parte dell'organo in questione, mentre in tutte le Facoltà universitarie era prevista una rappresentanza del personale tecnico-amministrativo, e degli studenti iscritti ai corsi di laurea della facoltà. Tra gli altri compiti, bandiva le procedure di valutazione comparativa per posti di professore universitario, di prima o di seconda fascia e di ricercatore; procedeva alla chiamata in ruolo degli idonei ai predetti posti o, in caso di ricercatori universitari, alla nomina immediata, e infine stabiliva il calendario didattico della facoltà stessa.

La riforma Gelmini nel 2010 ha soppresso le facoltà e i relativi organi, sostituiti e accorpati nelle competenze dai dipartimenti universitari, i quali organizzano la didattica nei rispettivi Corsi di laurea e la ricerca di settore.

### Svizzera
In Repubblica e cantone Ticino (Svizzera), la facoltà non è una struttura di coordinamento, bensì l'unità didattica minima.
Al termine del primo ciclo le università rilasciano il grado di bachelor. Al termine del secondo il master. Al termine del terzo ciclo il PhD o il Dr.Med..